# Stella (piroscafo)
Lo Stella (già Cipro, già Portsea, già Barbara Marie, già Barbara) è stato un piroscafo da carico italiano (ed in precedenza britannico), violatore di blocco durante la seconda guerra mondiale. Dopo la cattura da parte inglese ha navigato come Empire Planet e come Inchkeith sino alla perdita per incaglio, avvenuta nel 1955.

## Storia
Costruita nel 1923 dai cantieri John Priestman & Company Ltd. di Sunderland (come scafo numero 271) per la Cliffside Shipping Company (di proprietà della John Morrison & Son di Newcastle), la nave, un piroscafo da carico da 4272 tonnellate di stazza lorda, si chiamava in origine Barbara, nome che nel 1924 venne mutato in Barbara Marie.
Nel 1925 (per altre fonti nel 1924) il piroscafo venne venduto alla Sea Steamship Company Ltd., che lo ribattezzò Portsea e che nel 1933 lo rivendette alla Nivose Società di Navigazione: passato sotto bandiera italiana, il mercantile venne ribattezzato Cipro. Nel 1937 il piroscafo venne acquistato dagli armatori napoletani Lauro e Montella: iscritto con matricola 80 al Compartimento marittimo di Torre del Greco, il mercantile ricevette il nuovo nome di Stella.
All'entrata dell'Italia nel secondo conflitto mondiale, il 10 giugno 1940, lo Stella si trovava a Recife, in Brasile, dove rimase inattivo per oltre un anno.
Nel frattempo lo Stato Maggiore della Regia Marina aveva proposto ed ottenuto di mettere a punto un piano per far forzare il blocco alleato da parte dei mercantili rifugiati nelle nazioni neutrali più benevole nei confronti dell'Italia (Spagna, Brasile e Giappone) e farli giungere a Bordeaux, base atlantica italiana (Betasom) nella Francia occupata: le navi sarebbero passate sotto il controllo delle forze tedesche, mentre i carichi (ancora a bordo da quando, dopo la dichiarazione di guerra, si erano rifugiate nei porti neutrali) sarebbero stati trasferiti in Italia via terra. Dopo la trasmissione delle istruzioni da seguire per la partenza ed il viaggio, era stata organizzata la partenza dei vari mercantili, iniziando dalla Spagna continentale, dalla quale, tra il febbraio ed il giugno 1941, si trasferirono a Bordeaux i mercantili Clizia, Capo Lena ed Eugenio C.. Era poi stato organizzato il trasferimento delle navi che si trovavano nelle Canarie: tra aprile e giugno si erano trasferiti in Francia i mercantili Capo Alga, Burano, Todaro, Ida ed Atlanta, mentre erano andate perdute le navi cisterna Recco, Sangro e Gianna M. ed il piroscafo Ernani. Toccò quindi alle navi bloccate in Brasile (al largo delle cui coste stazionavano numerose navi da guerra britanniche): in quelle acque stazionavano il transatlantico Conte Grande, due navi cisterna e 15 navi da carico. Per mezzo dell'addetto navale in Brasile, capitano di fregata Torriani, e del suo vice, tenente di vascello Di Vicino, Supermarina contattò i comandanti delle varie navi e scelse quelle adatte ad affrontare una traversata oceanica che le portasse nella Francia occupata: allo scopo vennero selezionati cinque piroscafi, la motonave Himalaya, giunta dall'Eritrea, e due navi cisterna, mentre le restanti undici navi, giudicate in condizioni non idonee ad una lunga navigazione, vennero lasciate in Brasile. Per prime, il 28 marzo, furono fatte partire le due navi cisterna: la Frisco, giunta indenne a Bordeaux, e la Franco Martelli, silurata ed affondata da un sommergibile britannico durante la navigazione. Tre mesi più tardi, tra il 28 ed il 29 giugno 1941, lasciarono i porti di Recife e Belém i piroscafi XXIV Maggio, Butterfly e Monbaldo.
Dopo un altro mese, tra il 30 ed il 31 luglio 1941, furono fatti partire, per ultimi, anche il piroscafo Africana, lo Stella e l'Himalaya. Lo Stella, in particolare, partì da Recife il 30 luglio con un carico di 1300 tonnellate di materiali, ma prima della partenza ebbe diversi problemi: alcune ore prima di salpare, infatti, quattro marinai si sentirono male e due di essi dovettero essere ricoverati d'urgenza nel locale ospedale, riducendo così l'equipaggio di due unità, mentre i restanti due, in condizioni meno gravi, vollero restare a bordo, pur senza svolgere, per il momento, alcun lavoro. Un tubo di una delle tre caldaie si ruppe ed impedì che tale caldaia andasse in pressione: si stava per decidere di rinviare la partenza, quando il direttore di macchina annunciò che, una volta in mare aperto, il guasto sarebbe potuto essere riparato con i mezzi a disposizione sulla nave. Il piroscafo lasciò quindi Recife camuffato in modo da assomigliare alla nave inglese Armadale, e le due successive settimane di navigazione trascorsero senza problemi.
Nel mattino del 14 agosto 1941, tuttavia, lo Stella, in navigazione nel punto 25° N e 40° O (o 24° 55' N e 40° 23' O), ad ovest delle isole di Capo Verde, venne intercettato dall'incrociatore ausiliario britannico Circassia, che, dopo aver serrato le distanze sino a ritrovarsi estremamente vicino alla nave italiana, le intimò di fermarsi. Per sincerarsi della reale identità dell'Armadale, il Circassia pose (mediante il lampeggiatore), come usuale in tali casi, una serie di domande alla nave fermata, alle quali lo Stella rispose in maniera apparentemente soddisfacente. Giunto alla domanda sul porto di destinazione, il comandante della nave italiana non seppe inizialmente cosa rispondere, dato che, se avesse fornito una falsa destinazione, il Circassia avrebbe potuto sincerarsi della (mancata) veridicità di tale informazione contattando le autorità portuali via radio. Lo Stella richiese pertanto di ripetere la domanda, riferendo di non aver ricevuto chiaramente: l'incrociatore ausiliario ripeté allora «We require your next port of destination», cui la nave italiana rispose «Bound for Liverpool option other English port»: il comandante ritenne che si trattasse della risposta più sicura che si potesse dare per evitare ulteriori controlli, facendo leva sul fatto che non era infrequente che, quando la option era compresa nel contratto di noleggio della nave, la destinazione finale venisse trasmessa via radio all'unità solo sul nel corso del viaggio. Dopo un breve periodo di silenzio, il Circassia ordinò allo Stella «Keep down the lifeboats and abandon your ship!»: il comandante ordinò pertanto l'autoaffondamento, ma subito dopo l'incrociatore ausiliario aggiunse «Warning: no sabotage! Otherwise you will be gunned and the survivors abandoned at sea!». Il comandante ordinò quindi di sospendere le operazioni di autoaffondamento, anche se il direttore di macchina, il primo macchinista ed il secondo macchinista avevano già danneggiato alcune valvole, pistoni e kingston. Poco dopo un picchetto di preda del Circassia salì a bordo dello Stella, prendendone possesso e provvedendo a riparare i danni. Lo Stella venne scortato a Bermuda ed il suo equipaggio avviato alla prigionia, e la BBC celebrò la cattura nella trasmissione radio del 16 agosto 1941.
Passato sotto il controllo del Ministry of War Transport ed affidato alla Golden Cross Line di Cardiff, il piroscafo venne ribattezzato Empire Planet, venendo quindi utilizzato in guerra per conto delle forze britanniche.
Nei tre anni successivi la nave fece di parte di numerosi convogli, tutti in Oceano Atlantico (ed alcuni dei quali proseguiti nel Mediterraneo occidentale): l'SC 73 (24 mercantili, partito da Halifax il 5 marzo 1942 e giunto a Liverpool il 24 marzo senza essere stato attaccato ma con la perdita accidentale di un mercantile ritardatario), l'SC 74 (34 mercantili ed una nave soccorso, partito da Halifax il 12 marzo 1942 ed arrivato a Liverpool il 28 marzo senza perdite), l'SC 75 (27 mercantili, partito da Halifax il 18 marzo 1942 e giunto a Liverpool il 3 aprile senza problemi), l'SC 99 (59 mercantili ed otto navi scorta, partito da Halifax il 5 settembre 1942, attaccato infruttuosamente da alcuni U-Boote il 13 settembre e giunto a Liverpool senza perdite il 20), l'ON 156 (19 mercantili e 6 navi scorta, partito da Liverpool il 24 dicembre 1942 e giunto a New York il 17 gennaio 1943 con la perdita di un trasporto ritardatario ad opera dell'U 631), l'SC 121 (59 mercantili ed 11 navi scorta, partito da New York il 23 febbraio 1942 e giunto a Liverpool il 14 marzo dopo aver perso dodici mercantili in seguito ad attacchi subacquei), l'ONS 5 (43 mercantili e 19 navi scorta, partito da Liverpool il 21 aprile 1943 e giunto ad Halifax dopo aver perso 14 mercantili ed affondato dieci U-Boote attaccanti), l'SC 134 (74 mercantili, partito da Halifax il 16 giugno 1943 e giunto a Liverpool il 1º luglio senza perdite), l'SC 142 (51 mercantili, partito da Halifax il 15 settembre 1943 e giunto a Liverpool il 29 senza aver subito attacchi), l'OS 59/KMS 33 (57 mercantili e 7 navi scorta, partito da Liverpool il 16 novembre 1943 e giunto a Gibilterra senza perdite, dividendosi il 28 novembre in due convoglio – OS 59 e KMS 33 – giunti a Porto Said e Freetown rispettivamente l'11 e l'8 dicembre), l'OS 60/KMS 34 (48 mercantili, partito da Liverpool il 25 novembre 1943 e giunto a Gibilterra il 9 dicembre 1943) e l'OS 81/KMS 55 (34 mercantili, partito da Liverpool il 22 giugno 1944, separato il 3 luglio nei convoglio KMS 55, arrivato a Gibilterra il 4 luglio, ed OS 81, giunto a Freetown il 12 luglio).
Nel 1947 il piroscafo fu venduta alla Williamson & Company di Hong Kong (per altre fonti alla Inch Steamship Company Ltd., sussidiaria della Williamson) e ribattezzato Inchkeith. Il 2 marzo 1955 la nave s'incagliò su uno scoglio non segnato sulle carte al largo di Port Meadows, nelle isole Andamane, in posizione 12°01' N e 92°47'30” E, venendo abbandonata perché considerata irrecuperabile (e dichiarata «constructive total loss»).